# 15e étape du Tour d'Italie 2022
Pour un article plus général, voir Tour d'Italie 2022.
La 15e étape du Tour d'Italie 2022 se déroule le dimanche 22 mai 2022 de Rivarolo Canavese (Piémont) à Cogne (Val d'Aoste), en Italie, sur une distance de 177 km.

## Parcours
Ultime étape de cette deuxième semaine de course et première étape de haute montagne depuis l'arrivée au Blockhaus, la 15e étape relie Rivarolo Canavese à Cogne, sur 177 kilomètres.
Quatre-vingt-dix kilomètres de profil vallonné précèdent les trois ascensions de la journée : Pila-Les Fleurs (12,3 km à 6,9 %, 1C), Verrogne (13,8 km à 7,1 %, 1C) et la montée finale vers la station (22,4 km à 4,3 %, 2C). Deux sprints intermédiaires jalonnent le parcours, à Pollein (km 90,2) et à Cogne-Centro (km 173,8).
La victoire d'étape devrait revenir à un grimpeur.

## Déroulement de la course
Nombreux sont les coureurs qui souhaitent former l'échappée, comme la tentative du Belge Harm Vanhoucke (Lotto-Soudal), du Français Clément Davy (Groupama-FDJ) et de l'Italien Alessandro Covi (UAE Emirates), sur trois kilomètres, ou encore celle de l'Allemand Lennard Kämna (Bora-Hansgrohe), du Belge Sylvain Moniquet (Lotto-Soudal), du Français Anthony Perez (Cofidis), des deux Italiens Alessandro Tonelli (Bardiani CSF Faizanè) et Andrea Vendrame (AG2R Citroën), sur plus de vingt kilomètres. A 171 kilomètres de l'arrivée, une chute en queue de peloton se produit, comprenant : le Britannique Simon Yates (BikeExchange Jayco), le maillot rose équatorien Richard Carapaz (INEOS Grenadiers) ou encore le Français Guillaume Martin (Cofidis).
Finalement, une échappée fleuve s'élabore après plus de soixante-dix kilomètres de course, avec vingt-sept coureurs : l'Allemand Nico Denz (DSM), l'Américain Lawson Craddock (BikeExchange Jayco), le Belge Dries De Bondt (Alpecin-Fenix), le Britannique Hugh Carthy (EF Education-EasyPost), les trois Colombiens Santiago Buitrago (Bharain Victorious), Iván Sosa (Movistar) et Harold Tejada (Astana Qazaqstan), les deux Erythréens Kudus Ghebremedhin (EF Education-EasyPost) et Natnael Tesfatsion (Drone Hopper-Androni Giocattoli), les deux Espagnols David de la Cruz (Astana Qazaqstan) et Antonio Pedrero (Movistar), les trois français, les deux coéquipiers d'AG2R Citroën, Mikaël Cherel et Nicolas Prodhomme, et Rémy Rochas (Cofidis), le Hongrois Erik Fetter (Eolo-Kometa), les trois Italiens Giulio Ciccone (Trek-Segafredo), Luca Covili (Bardiani CSF Faizanè) et Davide Formolo (UAE Emirates), les huit Néerlandais Thymen Arensman (DSM), les trois coéquipiers de la Jumbo-Visma Koen Bouwman, Gijs Leemreize et Sam Oomen, Bauke Mollema (Trek-Segafredo), Martijn Tusveld (DSM), Julius van den Berg (EF Education-EasyPost), Mathieu van der Poel (Alpecin-Fenix) et le Portugais Rui Costa (UAE Emirates).
Au sprint intermédiaire de Pollein (km 90,2), De Bondt devance van den Berg et Prodhomme. Le peloton compte un retard de quatre minutes et vingt-quatre secondes.
Dans la montée du Pila-Les Fleurs (12,3 km à 6,9 %, 1C), Bouwman s'isole devant l'échappée, tandis que les sprinteurs sont lâchés dans le peloton. Au sommet, le coureur néerlandais passe en tête, avec cinquante-deux secondes d'avance sur Tesfatsion et Denz, qui mènent le groupe de chasse, et cinq minutes sur le groupe maillot rose.
Dans la montée du Verrogne (13,8 km à 7,1 %, 1C), l'échappée éclate : un quatuor se forme composé de Ciccone, Buitrago, Pedrero et Carthy. Derrière, dans le peloton, Guillaume Martin attaque, pour tenter de se replacer au général. Giulio Ciccone passe en tête du quatuor, avec seize seconde d'avance sur Rui Costa, quatre minutes et quarante secondes sur Guillaume Martin, accompagné par, et cinq minutes et trente secondes sur le groupe maillot rose.
Dans la montée finale vers Cogne (22,4 km à 4,3 %, 2C), à vingt kilomètres de l'arrivée, Giulio Ciccone paraît être le plus fort du groupe de front ; seul Hugh Carthy parvient à le suivre sur près de deux kilomètres avant de lâcher à son tour. L'Italien passe en tête au sprint intermédiaire de Cogne-Centro, situé à près de trois kilomètres du but.
A l'arrivée, Giulio Ciccone s'impose en solitaire, avec une minute et trente-et-une secondes d'avance sur Santiago Buitrago et deux minutes et dix-neuf secondes sur Antonio Pedrero. Guillaume Martin coupe la ligne à six minutes et six secondes du vainqueur du jour, avec une avance de une minute et quarante-deux secondes sur les principaux favoris au classement général.
Quant aux différents classements, seul le maillot bleu change d'épaules : l'Italien Diego Rosa (Eolo-Kometa) perd le maillot bleu au profit de Koen Bouwman. Sinon, le champion olympique Richard Carapaz conserve le maillot rose, le Portugais João Almeida (UAE Emirates) le maillot blanc et le Français Arnaud Démare (Groupama FDJ) le maillot violet. L'équipe Bora-Hansgrohe mène au classement par équipes.

## Résultats

### Classement de l'étape
| \| Classement de l'étape \| Classement de l'étape \| Classement de l'étape \| Classement de l'étape \| Classement de l'étape \| \| Coureur \| Coureur \| Pays \| Équipe \| Temps \| \| --------------------- \| --------------------- \| --------------------- \| ------------------------------- \| --------------------- \| \| 1er \| Giulio Ciccone \| Italie \| Trek-Segafredo \| 4 h 37 min 41 s \| \| 2e \| Santiago Buitrago \| Colombie \| Bahrain Victorious \| + 1 min 31 s \| \| 3e \| Antonio Pedrero \| Espagne \| Movistar Team \| + 2 min 19 s \| \| 4e \| Hugh Carthy \| Royaume-Uni \| EF Education-EasyPost \| + 3 min 09 s \| \| 5e \| Martijn Tusveld \| Pays-Bas \| Team DSM \| + 4 min 36 s \| \| 6e \| Luca Covili \| Italie \| Bardiani CSF Faizanè \| + 5 min 08 s \| \| 7e \| Natnael Tesfatsion \| Érythrée \| Drone Hopper-Androni Giocattoli \| + 5 min 27 s \| \| 8e \| Bauke Mollema \| Pays-Bas \| Trek-Segafredo \| + 5 min 27 s \| \| 9e \| Gijs Leemreize \| Pays-Bas \| Jumbo-Visma \| + 5 min 27 s \| \| 10e \| Guillaume Martin \| France \| Cofidis \| + 6 min 06 s \| |                    |             |                                 |                 |
| |                    |             |                                 |                 |
| Source : ProCyclingStats |                    |             |                                 |                 |
| Classement de l'étape |                    |             |                                 |                 |
| Coureur | Coureur            | Pays        | Équipe                          | Temps           |
| 1er | Giulio Ciccone     | Italie      | Trek-Segafredo                  | 4 h 37 min 41 s |
| 2e | Santiago Buitrago  | Colombie    | Bahrain Victorious              | + 1 min 31 s    |
| 3e | Antonio Pedrero    | Espagne     | Movistar Team                   | + 2 min 19 s    |
| 4e | Hugh Carthy        | Royaume-Uni | EF Education-EasyPost           | + 3 min 09 s    |
| 5e | Martijn Tusveld    | Pays-Bas    | Team DSM                        | + 4 min 36 s    |
| 6e | Luca Covili        | Italie      | Bardiani CSF Faizanè            | + 5 min 08 s    |
| 7e | Natnael Tesfatsion | Érythrée    | Drone Hopper-Androni Giocattoli | + 5 min 27 s    |
| 8e | Bauke Mollema      | Pays-Bas    | Trek-Segafredo                  | + 5 min 27 s    |
| 9e | Gijs Leemreize     | Pays-Bas    | Jumbo-Visma                     | + 5 min 27 s    |
| 10e | Guillaume Martin   | France      | Cofidis                         | + 6 min 06 s    |

### Points attribués pour le classement par points
| Sprint intermédiaire Pollein (km 90.2) | Sprint intermédiaire Pollein (km 90.2) | Sprint intermédiaire Pollein (km 90.2) | Sprint intermédiaire Pollein (km 90.2) | Sprint intermédiaire Pollein (km 90.2) |
| -------------------------------------- | -------------------------------------- | -------------------------------------- | -------------------------------------- | -------------------------------------- |
|                                        | Coureur                                | Pays                                   | Équipe                                 | Point(s)                               |
| 1er                                    | Dries De Bondt                         | Belgique                               | Alpecin-Fenix                          | 12                                     |
| 2e                                     | Julius van den Berg                    | Pays-Bas                               | EF Education-EasyPost                  | 8                                      |
| 3e                                     | Nicolas Prodhomme                      | France                                 | AG2R Citroën                           | 6                                      |
| 4e                                     | Bauke Mollema                          | Pays-Bas                               | Trek-Segafredo                         | 5                                      |
| 5e                                     | Koen Bouwman                           | Pays-Bas                               | Jumbo-Visma                            | 4                                      |
| 6e                                     | Harold Tejada                          | Colombie                               | Astana Qazaqstan                       | 3                                      |
| 7e                                     | Martijn Tusveld                        | Pays-Bas                               | Team DSM                               | 2                                      |
| 8e                                     | Mathieu van der Poel                   | Pays-Bas                               | Alpecin-Fenix                          | 1                                      |
| modifier                               |                                        |                                        |                                        |                                        |

| Arrivée d'étape Cogne (km 178) | Arrivée d'étape Cogne (km 178) | Arrivée d'étape Cogne (km 178) | Arrivée d'étape Cogne (km 178)  | Arrivée d'étape Cogne (km 178) |
| ------------------------------ | ------------------------------ | ------------------------------ | ------------------------------- | ------------------------------ |
|                                | Coureur                        | Pays                           | Équipe                          | Point(s)                       |
| 1er                            | Giulio Ciccone                 | Italie                         | Trek-Segafredo                  | 15                             |
| 2e                             | Santiago Buitrago              | Colombie                       | Bahrain Victorious              | 12                             |
| 3e                             | Antonio Pedrero                | Espagne                        | Movistar                        | 9                              |
| 4e                             | Hugh Carthy                    | Grande-Bretagne                | EF Education-EasyPost           | 7                              |
| 5e                             | Martijn Tusveld                | Pays-Bas                       | Team DSM                        | 6                              |
| 6e                             | Luca Covili                    | Italie                         | Bardiani CSF Faizanè            | 5                              |
| 7e                             | Natnael Tesfatsion             | Érythrée                       | Drone Hopper-Androni Giocattoli | 4                              |
| 8e                             | Bauke Mollema                  | Pays-Bas                       | Trek-Segafredo                  | 3                              |
| 9e                             | Gijs Leemreize                 | Pays-Bas                       | Jumbo-Visma                     | 2                              |
| 10e                            | Guillaume Martin               | France                         | Cofidis                         | 1                              |
| modifier                       |                                |                                |                                 |                                |

### Points attribués pour le classement du meilleur grimpeur
| Pila-Les Fleurs (km 104.7) 1re catégorie (12,2 km à 6,9%) | Pila-Les Fleurs (km 104.7) 1re catégorie (12,2 km à 6,9%) | Pila-Les Fleurs (km 104.7) 1re catégorie (12,2 km à 6,9%) | Pila-Les Fleurs (km 104.7) 1re catégorie (12,2 km à 6,9%) | Pila-Les Fleurs (km 104.7) 1re catégorie (12,2 km à 6,9%) |
| --------------------------------------------------------- | --------------------------------------------------------- | --------------------------------------------------------- | --------------------------------------------------------- | --------------------------------------------------------- |
|                                                           | Coureur                                                   | Pays                                                      | Équipe                                                    | Point(s)                                                  |
| 1er                                                       | Koen Bouwman                                              | Pays-Bas                                                  | Jumbo-Visma                                               | 40                                                        |
| 2e                                                        | Natnael Tesfatsion                                        | Érythrée                                                  | Drone Hopper-Androni Giocattoli                           | 18                                                        |
| 3e                                                        | Nico Denz                                                 | Allemagne                                                 | Team DSM                                                  | 12                                                        |
| 4e                                                        | Bauke Mollema                                             | Pays-Bas                                                  | Trek-Segafredo                                            | 9                                                         |
| 5e                                                        | Merhawi Kudus                                             | Érythrée                                                  | EF Education-EasyPost                                     | 6                                                         |
| 6e                                                        | Harold Tejada                                             | Colombie                                                  | Astana Qazaqstan                                          | 4                                                         |
| 7e                                                        | Rui Costa                                                 | Portugal                                                  | UAE Emirates                                              | 2                                                         |
| 8e                                                        | Luca Covili                                               | Italie                                                    | Bardiani CSF Faizanè                                      | 1                                                         |
| modifier                                                  |                                                           |                                                           |                                                           |                                                           |

| Verrogne (km 136.9) 1re catégorie (13,9 km à 7,1%) | Verrogne (km 136.9) 1re catégorie (13,9 km à 7,1%) | Verrogne (km 136.9) 1re catégorie (13,9 km à 7,1%) | Verrogne (km 136.9) 1re catégorie (13,9 km à 7,1%) | Verrogne (km 136.9) 1re catégorie (13,9 km à 7,1%) |
| -------------------------------------------------- | -------------------------------------------------- | -------------------------------------------------- | -------------------------------------------------- | -------------------------------------------------- |
|                                                    | Coureur                                            | Pays                                               | Équipe                                             | Point(s)                                           |
| 1er                                                | Giulio Ciccone                                     | Italie                                             | Trek-Segafredo                                     | 40                                                 |
| 2e                                                 | Santiago Buitrago                                  | Colombie                                           | Bahrain Victorious                                 | 18                                                 |
| 3e                                                 | Antonio Pedrero                                    | Espagne                                            | Movistar                                           | 12                                                 |
| 4e                                                 | Hugh Carthy                                        | Grande-Bretagne                                    | EF Education-EasyPost                              | 9                                                  |
| 5e                                                 | Rui Costa                                          | Portugal                                           | UAE Emirates                                       | 6                                                  |
| 6e                                                 | Martijn Tusveld                                    | Pays-Bas                                           | Team DSM                                           | 4                                                  |
| 7e                                                 | Gijs Leemreize                                     | Pays-Bas                                           | Jumbo-Visma                                        | 2                                                  |
| 8e                                                 | Bauke Mollema                                      | Pays-Bas                                           | Trek-Segafredo                                     | 1                                                  |
| modifier                                           |                                                    |                                                    |                                                    |                                                    |

| \| Cogne (km 178) 2e catégorie (22,2 km à 4,4%) \| Cogne (km 178) 2e catégorie (22,2 km à 4,4%) \| Cogne (km 178) 2e catégorie (22,2 km à 4,4%) \| Cogne (km 178) 2e catégorie (22,2 km à 4,4%) \| Cogne (km 178) 2e catégorie (22,2 km à 4,4%) \| \| -------------------------------------------- \| -------------------------------------------- \| -------------------------------------------- \| -------------------------------------------- \| -------------------------------------------- \| \| \| Coureur \| Pays \| Équipe \| Point(s) \| \| 1er \| Giulio Ciccone \| Italie \| Trek-Segafredo \| 18 \| \| 2e \| Santiago Buitrago \| Colombie \| Bahrain Victorious \| 8 \| \| 3e \| Antonio Pedrero \| Espagne \| Movistar \| 6 \| \| 4e \| Hugh Carthy \| Grande-Bretagne \| EF Education-EasyPost \| 4 \| \| 5e \| Martijn Tusveld \| Pays-Bas \| Team DSM \| 2 \| \| 6e \| Luca Covili \| Italie \| Bardiani CSF Faizanè \| 1 \| \| modifier \| \| \| \| \| |                   |                 |                       |          |
| Cogne (km 178) 2e catégorie (22,2 km à 4,4%) |                   |                 |                       |          |
| | Coureur           | Pays            | Équipe                | Point(s) |
| 1er | Giulio Ciccone    | Italie          | Trek-Segafredo        | 18       |
| 2e | Santiago Buitrago | Colombie        | Bahrain Victorious    | 8        |
| 3e | Antonio Pedrero   | Espagne         | Movistar              | 6        |
| 4e | Hugh Carthy       | Grande-Bretagne | EF Education-EasyPost | 4        |
| 5e | Martijn Tusveld   | Pays-Bas        | Team DSM              | 2        |
| 6e | Luca Covili       | Italie          | Bardiani CSF Faizanè  | 1        |
| modifier |                   |                 |                       |          |

### Classements aux points intermédiaires
| Sprint intermédiaire Pollein (km 90.2) | Sprint intermédiaire Pollein (km 90.2) | Sprint intermédiaire Pollein (km 90.2) | Sprint intermédiaire Pollein (km 90.2) | Sprint intermédiaire Pollein (km 90.2) |
| -------------------------------------- | -------------------------------------- | -------------------------------------- | -------------------------------------- | -------------------------------------- |
|                                        | Coureur                                | Pays                                   | Équipe                                 | Point(s)                               |
| 1er                                    | Dries De Bondt                         | Belgique                               | Alpecin-Fenix                          | 10                                     |
| 2e                                     | Julius van den Berg                    | Pays-Bas                               | EF Education-EasyPost                  | 6                                      |
| 3e                                     | Nicolas Prodhomme                      | France                                 | AG2R Citroën                           | 3                                      |
| 4e                                     | Bauke Mollema                          | Pays-Bas                               | Trek-Segafredo                         | 2                                      |
| 5e                                     | Koen Bouwman                           | Pays-Bas                               | Jumbo-Visma                            | 1                                      |
| modifier                               |                                        |                                        |                                        |                                        |

| Sprint intermédiaire Cogne centre (km 173.8) | Sprint intermédiaire Cogne centre (km 173.8) | Sprint intermédiaire Cogne centre (km 173.8) | Sprint intermédiaire Cogne centre (km 173.8) | Sprint intermédiaire Cogne centre (km 173.8) |
| -------------------------------------------- | -------------------------------------------- | -------------------------------------------- | -------------------------------------------- | -------------------------------------------- |
|                                              | Coureur                                      | Pays                                         | Équipe                                       | Point(s)                                     |
| 1er                                          | Giulio Ciccone                               | Italie                                       | Trek-Segafredo                               | 10                                           |
| 2e                                           | Santiago Buitrago                            | Colombie                                     | Bahrain Victorious                           | 6                                            |
| 3e                                           | Antonio Pedrero                              | Espagne                                      | Movistar                                     | 3                                            |
| 4e                                           | Hugh Carthy                                  | Grande-Bretagne                              | EF Education-EasyPost                        | 2                                            |
| 5e                                           | Martijn Tusveld                              | Pays-Bas                                     | Team DSM                                     | 1                                            |
| modifier                                     |                                              |                                              |                                              |                                              |

### Bonifications
|   | Coureur           | Pays     | Équipe             | Secondes |
| - | ----------------- | -------- | ------------------ | -------- |
| 1 | Giulio Ciccone    | Italie   | Trek-Segafredo     | 3 s      |
| 2 | Santiago Buitrago | Colombie | Bahrain Victorious | 2 s      |
| 3 | Antonio Pedrero   | Espagne  | Movistar           | 1 s      |

|   | Coureur           | Pays     | Équipe             | Secondes |
| - | ----------------- | -------- | ------------------ | -------- |
| 1 | Giulio Ciccone    | Italie   | Trek-Segafredo     | 10 s     |
| 2 | Santiago Buitrago | Colombie | Bahrain Victorious | 6 s      |
| 3 | Antonio Pedrero   | Espagne  | Movistar           | 4 s      |

## Classements à l'issue de l'étape

### Classement général
| \| Classement général \| Classement général \| Classement général \| Classement général \| Classement général \| \| Coureur \| Coureur \| Pays \| Équipe \| Temps \| \| ------------------ \| ------------------ \| ------------------ \| ---------------------------------- \| ------------------ \| \| 1er \| Richard Carapaz \| Équateur \| Ineos Grenadiers \| 63 h 06 min 57 s \| \| 2e \| Jai Hindley \| Australie \| Bora-Hansgrohe \| + 7 s \| \| 3e \| João Almeida \| Portugal \| UAE Team Emirates \| + 30 s \| \| 4e \| Mikel Landa \| Espagne \| Bahrain Victorious \| + 59 s \| \| 5e \| Domenico Pozzovivo \| Italie \| Intermarché-Wanty-Gobert Matériaux \| + 1 min 01 s \| \| 6e \| Pello Bilbao \| Espagne \| Bahrain Victorious \| + 1 min 52 s \| \| 7e \| Emanuel Buchmann \| Allemagne \| Bora-Hansgrohe \| + 1 min 58 s \| \| 8e \| Vincenzo Nibali \| Italie \| Astana Qazaqstan Team \| + 2 min 58 s \| \| 9e \| Juan Pedro López \| Espagne \| Trek-Segafredo \| + 4 min 04 s \| \| 10e \| Guillaume Martin \| France \| Cofidis \| + 8 min 02 s \| |                    |           |                                    |                  |
| |                    |           |                                    |                  |
| Source : ProCyclingStats |                    |           |                                    |                  |
| Classement général |                    |           |                                    |                  |
| Coureur | Coureur            | Pays      | Équipe                             | Temps            |
| 1er | Richard Carapaz    | Équateur  | Ineos Grenadiers                   | 63 h 06 min 57 s |
| 2e | Jai Hindley        | Australie | Bora-Hansgrohe                     | + 7 s            |
| 3e | João Almeida       | Portugal  | UAE Team Emirates                  | + 30 s           |
| 4e | Mikel Landa        | Espagne   | Bahrain Victorious                 | + 59 s           |
| 5e | Domenico Pozzovivo | Italie    | Intermarché-Wanty-Gobert Matériaux | + 1 min 01 s     |
| 6e | Pello Bilbao       | Espagne   | Bahrain Victorious                 | + 1 min 52 s     |
| 7e | Emanuel Buchmann   | Allemagne | Bora-Hansgrohe                     | + 1 min 58 s     |
| 8e | Vincenzo Nibali    | Italie    | Astana Qazaqstan Team              | + 2 min 58 s     |
| 9e | Juan Pedro López   | Espagne   | Trek-Segafredo                     | + 4 min 04 s     |
| 10e | Guillaume Martin   | France    | Cofidis                            | + 8 min 02 s     |

| Classement par points | Classement par points | Classement par points | Classement par points           | Classement par points |
| Coureur               | Coureur               | Pays                  | Équipe                          | Points                |
| --------------------- | --------------------- | --------------------- | ------------------------------- | --------------------- |
| 1er                   | Arnaud Démare         | France                | Groupama-FDJ                    | 238 pts               |
| 2e                    | Mark Cavendish        | Royaume-Uni           | Quick-Step Alpha Vinyl          | 121 pts               |
| 3e                    | Fernando Gaviria      | Colombie              | UAE Team Emirates               | 117 pts               |
| 4e                    | Mathieu van der Poel  | Pays-Bas              | Alpecin-Fenix                   | 91 pts                |
| 5e                    | Alberto Dainese       | Italie                | Team DSM                        | 81 pts                |
| 6e                    | Phil Bauhaus          | Allemagne             | Bahrain Victorious              | 72 pts                |
| 7e                    | Filippo Tagliani      | Italie                | Drone Hopper-Androni Giocattoli | 70 pts                |
| 8e                    | Simone Consonni       | Italie                | Cofidis                         | 67 pts                |
| 9e                    | Thomas De Gendt       | Belgique              | Lotto-Soudal                    | 53 pts                |
| 10e                   | Richard Carapaz       | Équateur              | Ineos Grenadiers                | 42 pts                |

| Classement par points | Classement par points | Classement par points | Classement par points           | Classement par points |
| Coureur               | Coureur               | Pays                  | Équipe                          | Points                |
| --------------------- | --------------------- | --------------------- | ------------------------------- | --------------------- |
| 1er                   | Arnaud Démare         | France                | Groupama-FDJ                    | 238 pts               |
| 2e                    | Mark Cavendish        | Royaume-Uni           | Quick-Step Alpha Vinyl          | 121 pts               |
| 3e                    | Fernando Gaviria      | Colombie              | UAE Team Emirates               | 117 pts               |
| 4e                    | Mathieu van der Poel  | Pays-Bas              | Alpecin-Fenix                   | 91 pts                |
| 5e                    | Alberto Dainese       | Italie                | Team DSM                        | 81 pts                |
| 6e                    | Phil Bauhaus          | Allemagne             | Bahrain Victorious              | 72 pts                |
| 7e                    | Filippo Tagliani      | Italie                | Drone Hopper-Androni Giocattoli | 70 pts                |
| 8e                    | Simone Consonni       | Italie                | Cofidis                         | 67 pts                |
| 9e                    | Thomas De Gendt       | Belgique              | Lotto-Soudal                    | 53 pts                |
| 10e                   | Richard Carapaz       | Équateur              | Ineos Grenadiers                | 42 pts                |

| Classement de la montagne | Classement de la montagne | Classement de la montagne | Classement de la montagne       | Classement de la montagne |
| Coureur                   | Coureur                   | Pays                      | Équipe                          | Points                    |
| ------------------------- | ------------------------- | ------------------------- | ------------------------------- | ------------------------- |
| 1er                       | Koen Bouwman              | Pays-Bas                  | Jumbo-Visma                     | 109 pts                   |
| 2e                        | Diego Rosa                | Italie                    | Eolo-Kometa                     | 92 pts                    |
| 3e                        | Jai Hindley               | Australie                 | Bora-Hansgrohe                  | 62 pts                    |
| 4e                        | Giulio Ciccone            | Italie                    | Trek-Segafredo                  | 58 pts                    |
| 5e                        | Richard Carapaz           | Équateur                  | Ineos Grenadiers                | 56 pts                    |
| 6e                        | Natnael Tesfatsion        | Érythrée                  | Drone Hopper-Androni Giocattoli | 44 pts                    |
| 7e                        | Lennard Kämna             | Allemagne                 | Bora-Hansgrohe                  | 43 pts                    |
| 8e                        | Bauke Mollema             | Pays-Bas                  | Trek-Segafredo                  | 40 pts                    |
| 9e                        | Wilco Kelderman           | Pays-Bas                  | Bora-Hansgrohe                  | 36 pts                    |
| 10e                       | Wout Poels                | Pays-Bas                  | Bahrain Victorious              | 27 pts                    |

| Classement de la montagne | Classement de la montagne | Classement de la montagne | Classement de la montagne       | Classement de la montagne |
| Coureur                   | Coureur                   | Pays                      | Équipe                          | Points                    |
| ------------------------- | ------------------------- | ------------------------- | ------------------------------- | ------------------------- |
| 1er                       | Koen Bouwman              | Pays-Bas                  | Jumbo-Visma                     | 109 pts                   |
| 2e                        | Diego Rosa                | Italie                    | Eolo-Kometa                     | 92 pts                    |
| 3e                        | Jai Hindley               | Australie                 | Bora-Hansgrohe                  | 62 pts                    |
| 4e                        | Giulio Ciccone            | Italie                    | Trek-Segafredo                  | 58 pts                    |
| 5e                        | Richard Carapaz           | Équateur                  | Ineos Grenadiers                | 56 pts                    |
| 6e                        | Natnael Tesfatsion        | Érythrée                  | Drone Hopper-Androni Giocattoli | 44 pts                    |
| 7e                        | Lennard Kämna             | Allemagne                 | Bora-Hansgrohe                  | 43 pts                    |
| 8e                        | Bauke Mollema             | Pays-Bas                  | Trek-Segafredo                  | 40 pts                    |
| 9e                        | Wilco Kelderman           | Pays-Bas                  | Bora-Hansgrohe                  | 36 pts                    |
| 10e                       | Wout Poels                | Pays-Bas                  | Bahrain Victorious              | 27 pts                    |

| Classement du meilleur jeune | Classement du meilleur jeune | Classement du meilleur jeune | Classement du meilleur jeune | Classement du meilleur jeune |
| Coureur                      | Coureur                      | Pays                         | Équipe                       | Temps                        |
| ---------------------------- | ---------------------------- | ---------------------------- | ---------------------------- | ---------------------------- |
| 1er                          | João Almeida                 | Portugal                     | UAE Team Emirates            | 67 h 07 min 27 s             |
| 2e                           | Juan Pedro López             | Espagne                      | Trek-Segafredo               | + 3 min 34 s                 |
| 3e                           | Thymen Arensman              | Pays-Bas                     | Team DSM                     | + 11 min 17 s                |
| 4e                           | Santiago Buitrago            | Colombie                     | Bahrain Victorious           | + 15 min 50 s                |
| 5e                           | Pavel Sivakov                | France                       | Ineos Grenadiers             | + 25 min 07 s                |
| 6e                           | Luca Covili                  | Italie                       | Bardiani CSF Faizanè         | + 34 min 56 s                |
| 7e                           | Iván Sosa                    | Colombie                     | Movistar Team                | + 53 min 20 s                |
| 8e                           | Mauri Vansevenant            | Belgique                     | Quick-Step Alpha Vinyl       | + 58 min 37 s                |
| 9e                           | Gijs Leemreize               | Pays-Bas                     | Jumbo-Visma                  | + 1 h 02 min 13 s            |
| 10e                          | Vadim Pronskiy               | Kazakhstan                   | Astana Qazaqstan Team        | + 1 h 06 min 27 s            |

| Classement du meilleur jeune | Classement du meilleur jeune | Classement du meilleur jeune | Classement du meilleur jeune | Classement du meilleur jeune |
| Coureur                      | Coureur                      | Pays                         | Équipe                       | Temps                        |
| ---------------------------- | ---------------------------- | ---------------------------- | ---------------------------- | ---------------------------- |
| 1er                          | João Almeida                 | Portugal                     | UAE Team Emirates            | 67 h 07 min 27 s             |
| 2e                           | Juan Pedro López             | Espagne                      | Trek-Segafredo               | + 3 min 34 s                 |
| 3e                           | Thymen Arensman              | Pays-Bas                     | Team DSM                     | + 11 min 17 s                |
| 4e                           | Santiago Buitrago            | Colombie                     | Bahrain Victorious           | + 15 min 50 s                |
| 5e                           | Pavel Sivakov                | France                       | Ineos Grenadiers             | + 25 min 07 s                |
| 6e                           | Luca Covili                  | Italie                       | Bardiani CSF Faizanè         | + 34 min 56 s                |
| 7e                           | Iván Sosa                    | Colombie                     | Movistar Team                | + 53 min 20 s                |
| 8e                           | Mauri Vansevenant            | Belgique                     | Quick-Step Alpha Vinyl       | + 58 min 37 s                |
| 9e                           | Gijs Leemreize               | Pays-Bas                     | Jumbo-Visma                  | + 1 h 02 min 13 s            |
| 10e                          | Vadim Pronskiy               | Kazakhstan                   | Astana Qazaqstan Team        | + 1 h 06 min 27 s            |

| Classement par équipes | Classement par équipes             | Classement par équipes | Classement par équipes |
| Équipe                 | Équipe                             | Pays                   | Temps                  |
| ---------------------- | ---------------------------------- | ---------------------- | ---------------------- |
| 1re                    | Bora-Hansgrohe                     | Allemagne              | 189 h 24 min 11 s      |
| 2e                     | Bahrain Victorious                 | Bahreïn                | + 1 min 02 s           |
| 3e                     | Intermarché-Wanty-Gobert Matériaux | Belgique               | + 11 min 49 s          |
| 4e                     | Trek-Segafredo                     | États-Unis             | + 28 min 53 s          |
| 5e                     | Ineos Grenadiers                   | Royaume-Uni            | + 48 min 48 s          |
| 6e                     | Astana Qazaqstan Team              | Kazakhstan             | + 1 h 00 min 26 s      |
| 7e                     | UAE Team Emirates                  | Émirats arabes unis    | + 1 h 09 min 50 s      |
| 8e                     | BikeExchange-Jayco                 | Australie              | + 1 h 13 min 07 s      |
| 9e                     | Jumbo-Visma                        | Pays-Bas               | + 1 h 15 min 12 s      |
| 10e                    | Movistar Team                      | Espagne                | + 1 h 27 min 39 s      |

| Classement par équipes | Classement par équipes             | Classement par équipes | Classement par équipes |
| Équipe                 | Équipe                             | Pays                   | Temps                  |
| ---------------------- | ---------------------------------- | ---------------------- | ---------------------- |
| 1re                    | Bora-Hansgrohe                     | Allemagne              | 189 h 24 min 11 s      |
| 2e                     | Bahrain Victorious                 | Bahreïn                | + 1 min 02 s           |
| 3e                     | Intermarché-Wanty-Gobert Matériaux | Belgique               | + 11 min 49 s          |
| 4e                     | Trek-Segafredo                     | États-Unis             | + 28 min 53 s          |
| 5e                     | Ineos Grenadiers                   | Royaume-Uni            | + 48 min 48 s          |
| 6e                     | Astana Qazaqstan Team              | Kazakhstan             | + 1 h 00 min 26 s      |
| 7e                     | UAE Team Emirates                  | Émirats arabes unis    | + 1 h 09 min 50 s      |
| 8e                     | BikeExchange-Jayco                 | Australie              | + 1 h 13 min 07 s      |
| 9e                     | Jumbo-Visma                        | Pays-Bas               | + 1 h 15 min 12 s      |
| 10e                    | Movistar Team                      | Espagne                | + 1 h 27 min 39 s      |

## Abandons
- Valerio Conti (Astana Qazaqstan) : abandon